# Algarroba

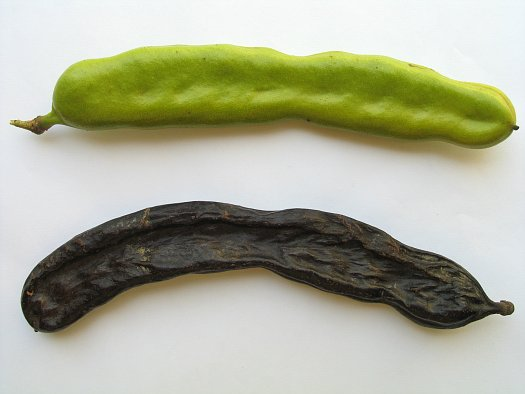
Vainas de algarroba.

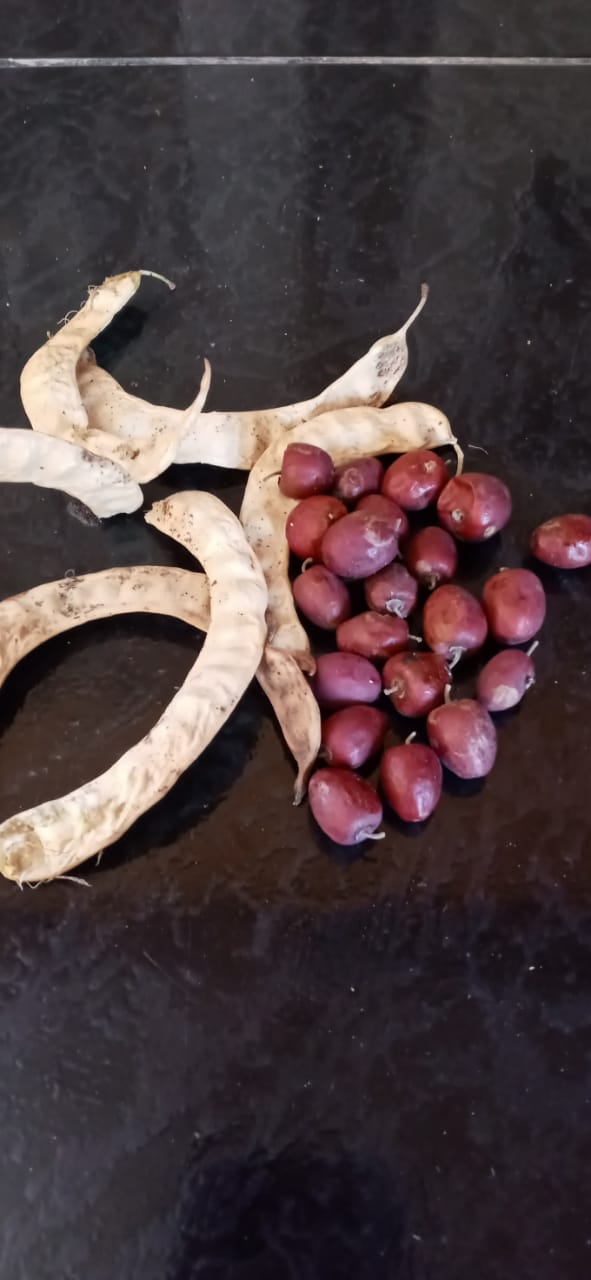
Algarroba y mistol del norte argentino

La algarroba es el fruto del algarrobo, nombre común a diversas especies de árbol, comunes tanto a zonas cercanas del Mediterráneo en Europa (especies del género Ceratonia, como la Ceratonia siliqua ), como a regiones de Sudamérica (especies del género Prosopis, como la Prosopis alba).
El nombre es de origen persa (literalmente significa quijada de burro) y Ceratonia siliqua es originaria de Asia sudoccidental, desde donde se ha extendido por todo el Mediterráneo Oriental.
El fruto es una vaina coriácea de color castaño oscuro, de 5 a 8 cm de longitud, que en el algarrobo blanco contiene una pulpa gomosa. Esta vaina contiene las semillas, parecidas a una lenteja grande. 
El algarrobo mediterráneo, Ceratonia siliqua produce unas vainas entre 10 y 15 cm de longitud, de aspecto comprimido, indehiscentes, de color verde cuando no han alcanzado su madurez, y pardas cuando ya están maduras, o sea, a finales de verano. En estado de madurez, la vaina tiene un sabor dulce muy agradable, y de ella se obtiene al ser molida sin semillas la algarrobina, con múltiples aplicaciones en alimentación humana y como composición de pienso para animales.
Las semillas mantienen su poder germinativo, debidamente almacenadas, hasta diez años y poseen la particularidad de mantener sus propiedades aun después de haber padecido un incendio. Su germinación es dilatada en el tiempo debido a su impermeabilidad, que incluso se acrecienta cada vez más conforme van envejeciendo. Para inducir la germinación de estas semillas debemos aplicar técnicas como el remojo.

## La algarroba en la alimentación
La algarroba tiene muchas aplicaciones en la alimentación, tanto animal como humana. Por ello, fue ampliamente usada como complemento alimentario en periodos de escasez (durante la guerra civil española). Actualmente se usa como forraje y en la industria farmacéutica.
Las semillas de algarroba son muy ricas en mucílagos y tienen la facultad de ejercer una acción favorable contra las inflamaciones de las mucosas, reduciendo la irritación, tanto en vías respiratorias como digestivas, y actuando adecuadamente contra las diarreas. También reducen el dolor de las contusiones.
Es un alimento energético, con alto contenido en azúcares, un 50% de azúcar natural, un 10% de proteínas, así como minerales como calcio, hierro  y fósforo.
Recientemente la algarroba ha sido reconocida como «alimento natural» y suele usarse molida como sustituto del chocolate y del cacao.

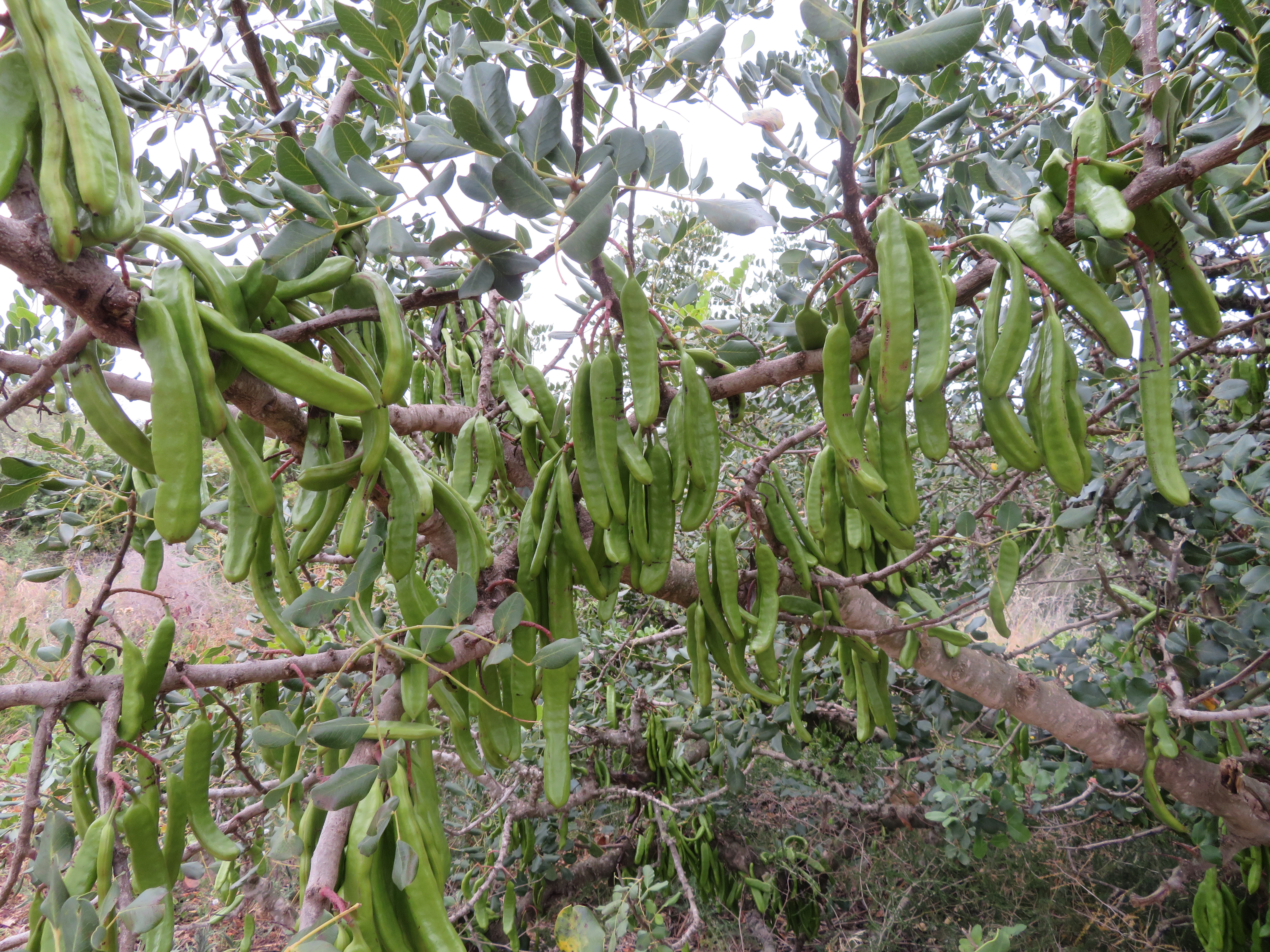
Algarrobas mediterráneas en el árbol.

El Santuario histórico Bosque de Pómac, ubicado en la provincia de Ferreñafe, departamento de Lambayeque, es una de las cuatro áreas categorizadas como santuarios históricos del Perú. El objetivo de la categorización del Bosque de Pómac como santuario histórico es contribuir a la conservación del área más representativa de la ecorregión de bosque seco ecuatorial, en su formación vegetal típica de algarrobal. La miel de algarrobina se produce en el norte peruano en base al algarrobo y se utiliza ampliamente en repostería y coctelería.
En Argentina, con Prosopis pallida, la algarroba blanca, se prepara una bebida llamada aloja que se obtiene de la fermentación de vainas de algarroba. La algarroba blanca se emplea en la elaboración de patay, el pan de los originarios en el noroeste argentino; por otra parte, se usa para hacer harina, aloja y añapa. 
También se suele utilizar para la realización de cervezas artesanales.
En países como Marruecos, la algarroba negra se usa como ingrediente para hacer chocolate, mezclado con cacao y manteca.

## Producción
| Principales productores de algarroba (2012) (toneladas)                                     | Principales productores de algarroba (2012) (toneladas) |
| ------------------------------------------------------------------------------------------- | ------------------------------------------------------- |
| España                                                                                      | 40.000                                                  |
| Italia                                                                                      | 30.841                                                  |
| Portugal                                                                                    | 23.000                                                  |
| Grecia                                                                                      | 22.000                                                  |
| Marruecos                                                                                   | 20.500                                                  |
| Turquía                                                                                     | 14.218                                                  |
| Chipre                                                                                      | 5.186                                                   |
| Argelia                                                                                     | 3.136                                                   |
| Líbano                                                                                      | 2.300                                                   |
| Fuente: ONU: La División de Estadística Archivado el 5 de marzo de 2016 en Wayback Machine. |                                                         |

Considerado un «superalimento», la producción de la algarroba se realiza en España (Andalucía, Baleares, Cataluña, Comunidad Valenciana), Perú, sur de Italia, Marruecos, Portugal, Argelia, Turquía, Túnez, Israel y Argentina.